# Список заслуженных мастеров спорта России по бильярдному спорту
Звание «заслуженный мастер спорта России» введено в 1992 году; первыми заслуженными мастерами спорта России по бильярдному спорту стали в 2006 году чемпионы мира по пирамиде 2005 года Анна Мажирина и Юрий Пащинский. Первым 5 ЗМС звание было присвоено за достижения в пирамиде; в 2020 году звание впервые было присвоено за достижения в снукере.

## Список

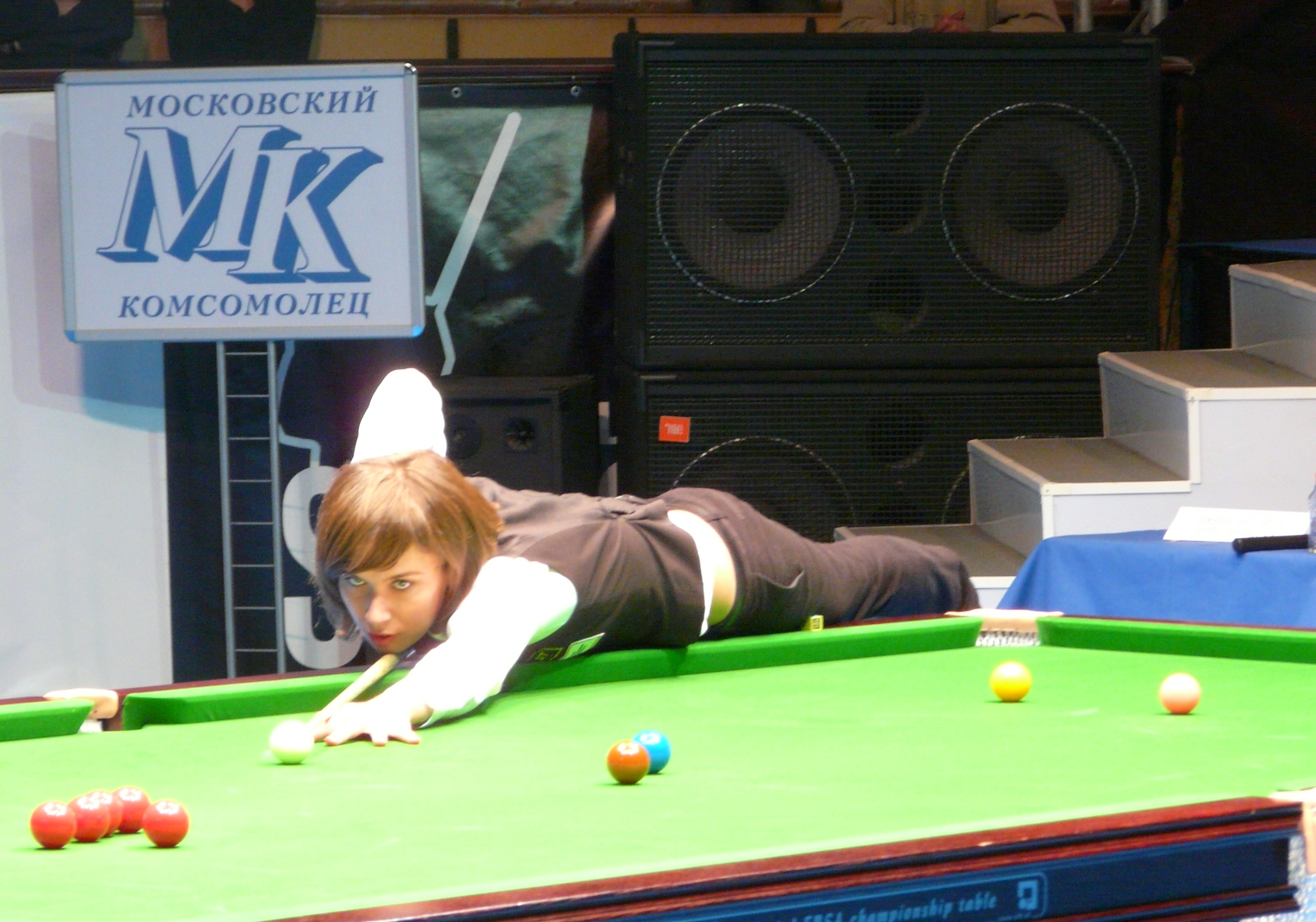
Анна Мажирина (фото 2008 года)

В списке у каждого ЗМС указываются:

 год рождения (или годы жизни);

 место жительства (субъект федерации) на момент присвоения звания;

 основные достижения на международной арене на момент присвоения звания. 

### 2006
январь-февраль
- Мажирина, Анна Александровна[1] (1983; Москва) — чемпионка мира 2005, Европы 2004, 2005 по свободной пирамиде.
- Пащинский, Юрий Геннадьевич[2] (1982; Москва) — чемпион мира 2005 по свободной пирамиде.

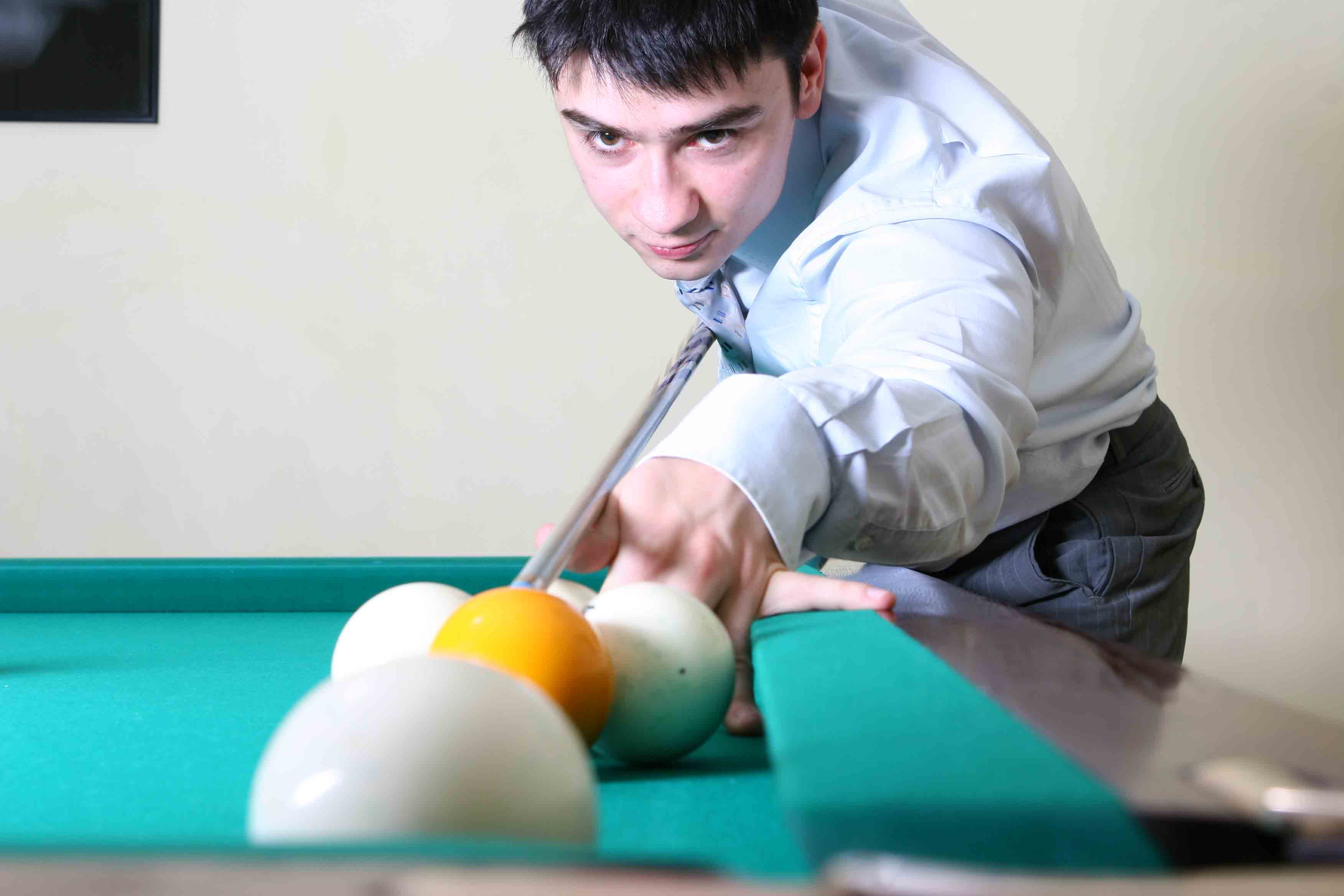
Юрий Пащинский (фото 2006 года)

В 2011 году в интервью журналу «Бильярд Спорт» Пащинский подробно остановился на присвоении ему звания ЗМС. Как сказал Пащинский, звание было присвоено по инициативе вице-президента Федерации бильярдного спорта России В. П. Никифорова ему не по нормативам [двукратный чемпион мира или трёхкратный чемпион Европы], а в порядке исключения, и это присвоение вызвало много упрёков. Отвечая на них, Пащинский сказал:

Я вполне согласен, что первым ЗМС, по праву, должен был стать Евгений Сталев. Но <…> Женя выбрал путь в оппозицию к руководству. Причём, в самый тяжёлый период для ФБСР, когда всё только зарождалось, обкатывалось, создавалось из ничего, с нуля.

Согласно словам Пащинского, несмотря на конфликт, перед финалом чемпионата мира 2003 года Никифоров обещал Сталеву, что в случае победы тот станет первым ЗМС [Сталев уже был чемпионом мира 2000] — но Сталев проиграл.

### 2010
9 февраля
- Меховов, Павел Владимирович (1985; Оренбургская обл.) — чемпион мира 2006, 2009, серебряный призёр ЧМ 2008 по свободной пирамиде.

### 2015
15 декабря
- Ливада, Никита Сергеевич (1995; Ростовская обл.) — чемпион мира 2011 по комбинированной пирамиде, 2013 по свободной пирамиде, серебряный призёр ЧМ 2014 по комбинированной пирамиде.
- Осьминин, Владислав Андреевич (1991; Ростовская обл.) — чемпион мира 2012, 2015 по свободной пирамиде.

### 2020
12 ноября
- Нечаева, Анастасия Валерьевна[англ.] (1993; Свердловская обл.) — серебряный призёр ЧМ 2014, 2015, ЧЕ 2013, 2014, 2019, бронзовый призёр ЧЕ 2015, 2016, 2018 по снукеру, бронзовый призёр ЧМ 2017 по снукеру с шестью красными; чемпионка Европы в команде 2010 по стрит-пулу, 2012—2016, 2018 по снукеру.